# Heinrich Strasser
Heinrich Strasser est un footballeur autrichien né le 26 octobre 1948.

## Carrière
- 1968-1979 : Admira  Autriche
- 1983-1984 : First Vienna FC  Autriche

## Sélections
- 23 sélections et 3 buts avec l'équipe d'Autriche de 1969 à 1979.